# Garnier de Nablús
Garnier de Nablús fou Mestre de l'Hospital.
Va professar l'orde de l'Hospital a Nablús, d'on era originari, el 1177 i va ser el preceptor durant el mestratge de Roger de Moulins. Va succeir en el mestratge un altre frare que va durar molt poc en el càrrec, Ermengol d'Asp.
Va prendre part al Setge de Tiberíades, que va decidir la sort del Regne de Jerusalem. Durant la Tercera Croada va poder prendre la ciutat d'Ascaló on es va restablir de les ferides sofertes i va participar en la victòria de la batalla d'Arsuf, en la que va desobeir les ordres de Ricard Cor de Lleó i va carregar abans d'hora. El seu estat de salut li va impedir continuar amb les tasques de mestre i va cedir el càrrec a Geoffroy de Donjon.